# Mieszaniec wegetatywny

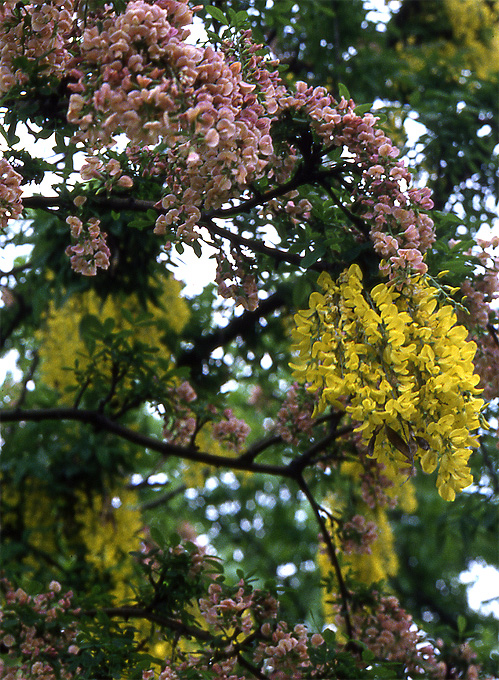
Mieszaniec wegetatywny +Laburnocytisus

Mieszaniec wegetatywny, mieszaniec szczepieniowy – roślina powstała w wyniku wegetatywnego połączenia się tkanek (w wyniku uprzedniego szczepienia) lub komórek (w fuzji dokonywanej w hodowli in vitro) dwóch różnych genetycznie osobników.
Nazewnictwo mieszańców wegetatywnych regulowane jest przez Międzynarodowy Kodeks Nomenklatury Roślin Uprawnych. Zgodnie z nim nazwy tego typu mieszańców powstają w wyniku połączenia nazw taksonów rodzicielskich wymienionych w porządku alfabetycznym za pomocą znaku dodawania "+" (mieszańce generatywne oznaczane są znakiem mnożenia "×"). W przypadku międzyrodzajowych mieszańców wegetatywnych nazwy taksonów rodzicielskich bywają łączone i poprzedzane znakiem dodawania. Wegetatywne mieszańce międzygatunkowe oznaczane są jak kultywary. 
Przykłady zapisu oznaczającego mieszańca wegetatywnego:
- Crataegus i Mespilus = Crataegus + Mespilus lub +Crataegomespilus (mieszaniec generatywny między tymi rodzajami określany jest nazwą ×Crataemespilus),
- Syringa vulgaris i Syringa ×chinensis = Syringa 'Correlata'